# Hrušov (district de Mladá Boleslav)
Pour les articles homonymes, voir Hrušov.
Hrušov (en allemand : Hruschow) est une commune du district de Mladá Boleslav, dans la région de Bohême-Centrale, en République tchèque. Sa population s'élevait à 225 habitants en 2020.

## Géographie
Hrušov est arrosée par la Jizera, un affluent de l'Elbe, et se trouve à 8,5 km au sud-ouest de Mladá Boleslav et à 42 km au nord-est de Prague.
La commune est limitée par Jizerní Vtelno au nord, par Písková Lhota et Brodce à l'est, par Horky nad Jizerou au sud, et par Chotětov à l'ouest.

## Histoire
La première mention écrite de la localité date de 1346.

## Transports
Par la route, Hrušov se trouve à 19 km de Mladá Boleslav et à 51 km du centre de Prague.